# Леонидас Папамалекос
Леонидас Папамалекос или Малекакис (на гръцки: Λεωνίδας Παπαμαλέκος, Μαλεκάκης) е гръцки революционер, деец на Гръцката въоръжена пропаганда в Македония от началото на XX век.

## Биография
Леонидас Папамалекос е роден във Вамос на остров Крит. Присъединява се към гръцката пропаганда в Македония и действа в Източна Македония, в района на Крондирци и Дойран, с чета от 63 души.
Участва в Балканската война в 1912 година, и загива на 4 ноември 1912 г. в битката при Сятища.
Издигнат му е паметник в Негован.